# Ghatam

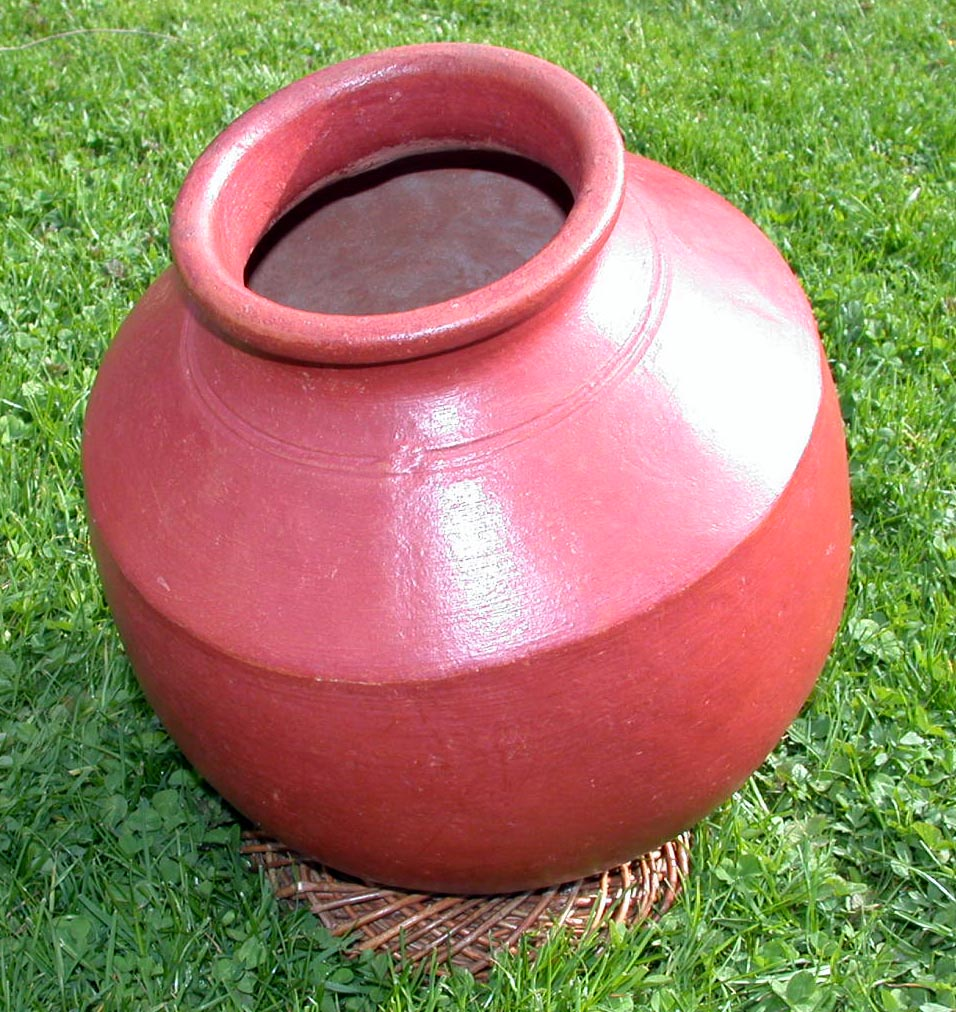
Ghatam

Ghatam (Sanskrit घट, IAST ghāṭa, Tamil கடம் ghaḍam, Kannada ಘಟ ghaṭa, Telugu ఘటం ghaṭaṁ), auch kudam, ist ein aus rotem Ton gebrannter Tontopf, der in der südindischen Musik als Perkussionsinstrument verwendet wird und zu den Aufschlagidiophonen gehört. Meistens wird der ghatam auf dem Schoß oder auf einem Standring (vattam) mit den Fingern angeschlagen, wobei man beim Schlagen auf verschiedene Teile des Korpus unterschiedliche Tonhöhen und Klangvariationen erzielen kann.

## Bauform und Spielweise
Der dickwandige Wasserkrug aus Ton besitzt einen halbrunden Boden und verjüngt sich an der Oberseite zu einer Öffnung mit einem kurzen Hals, der in einem Wulstrand endet. Wenn die gerade Fläche unterhalb des Halses mit dem Handballen angeschlagen wird, entsteht ein warmer Basston, der gumki genannt wird. Mit den Fingerkuppen werden in der Mitte des Topfes hell klingende Töne produziert. Der Topf lagert beim Spielen mit der Öffnung leicht schräg zum Oberkörper des auf dem Boden sitzenden Spielers. Bringt er die Öffnung nahe an den nackten Oberbauch, so kann er den Klang durch Öffnen und Schließen des Schalllochs variieren. Niemals wird von oben auf den Rand geschlagen. Der Hals heißt kaguthu, der dicke Korpus uddambu.
Der ghatam wird in der klassischen Musik Südindiens gespielt, häufig zusammen mit anderen Perkussionsinstrumenten wie der Doppelkonustrommel mridangam und der Rahmentrommel kanjira. Typisch ist das sawal-jawab („Frage und Antwort“) genannte Zusammenspiel, bei dem sich die Perkussionsinstrumente improvisierte rhythmische Phrasen zuspielen und sie weiterentwickeln.
Zu den bekanntesten Ghatam-Spielern zählt Bangalore K. Venkataraman. In der westlichen Sphäre wurde der ghatam unter anderem einem größeren Hörerkreis nahegebracht durch Vikku Vinayakram in der von dem Jazzgitarristen John McLaughlin gegründeten Formation Shakti. Ein anderer ghatam-Spieler im Jazz ist Ramesh Shotham.

## Herkunft und Verbreitung
Tontopf-Perkussionsinstrumente werden in alten Sanskrit-Texten wie dem Natyashastra, einem um die Zeitenwende entstandenen Werk für Musik und Tanz, bhanda vadyam („Gefäß-Musikinstrument“) genannt. Am Osttor des großen Stupas von Sanchi aus dem 1. Jahrhundert v. Chr. ist an der Außenseite am untersten Architrav ein langes Relief zu sehen, das zu den bedeutendsten Abbildungen der altindischen Musikkultur gehört. Es zeigt an der linken Seite einen Zug von 17 Musikern, die Trompeten, Schneckenhörner, Querflöten, sanduhrförmige und zylindrische Trommeln spielen. An der Spitze der Prozession gehen vier Musiker, die Tontöpfe in der Form heutiger ghatam in den Händen halten. Da es sich um eine Opferprozession handelte, dürften die Tontöpfe in diesem Fall nicht als Musikinstrumente, sondern als Behältnisse für flüssige Opfergaben gedient haben.
Nach der indischen Klassifizierung der Musikinstrumente gehört der ghatam zu den ghana vadya, den Idiophonen, die nicht gestimmt werden können. Das ursprünglichste ghana vadya ist der menschliche Körper, dessen Bewegungen – etwa Händeklatschen – rhythmische Muster nach seit Alters her streng festgelegten Prinzipien hervorbringen.
In weiten Teilen Indiens werden ähnliche Tontöpfe in der Volksmusik eingesetzt. Das nordindische Gegenstück zum ghatam heißt auf Hindi matka (oder matki). In Goa besitzt die Tontrommel ghumat zwei Öffnungen, von denen eine mit einer Tierhaut bespannt ist. Sie wird immer zusammen mit der Röhrentrommel samel gespielt. Mit der ghumat verwandt ist die mizhavu aus Kerala, deren Korpus aus Kupfer besteht. Die enge Öffnung des vasenförmigen Instruments ist ebenfalls mit Haut bespannt. Weitere indische Perkussionsinstrumente mit einem Ton- oder Metalltopf als Resonator sind: gagri (gagra) und pabuji ki mate in Rajasthan (gespielt von Glaubensanhängern des epischen Helden Pabuji), gummati in Andhra Pradesh, kudamuzha in Tamil Nadu und noot in Kaschmir und in Sindh. Im Unterschied zum ghatam schlägt der sich auf dem noot begleitende Sänger auf die Öffnung und an die Seiten.
Ein großer Tontopf dient auch als Resonator für den in Kerala und Tamil Nadu bei einer eigenen Volksliedtradition der Männer gespielten Musikbogen namens villadi vadyam und bei dem von Frauen im zentralindischen Distrikt Bastar zur rhythmischen Begleitung epischer Gesänge verwendeten Musikbogen dhankul. Eine besondere Art von Tontrommel, die über eine Saite angeregt wird, heißt pulluvan kudam. Dieses Instrument gehört zu den ektara genannten Zupftrommeln und wird in Kerala von der Gemeinschaft der Pulluvan zusammen mit der einsaitigen Fiedel pulluvan vina in der Ritualmusik verwendet.
In Westafrika werden Tontöpfe ebenfalls als Rhythmusinstrumente verwendet. In Togo begleitet sich der traditionelle Sänger auf einem atukpen und der nigerianische udu bietet durch ein zusätzliches seitliches Schallloch vielfältige Klangvariationen. In den arabischen Golfländern begleiten Perlentaucher ihre Arbeiterlieder mit aufrecht stehenden Wassertöpfen aus Ton (arabisch jaḥla, Pl. jaḥlāt), Kesseltrommeln (ṭabl) und kleinen Zylindertrommeln (mirwas).